# Baby Lasagna
Marko Purišić (Umag, Croacia, 5 de julio de 1995), conocido profesionalmente como Baby Lasagna, es un cantante, compositor y productor musical croata. Representó a Croacia y quedó en segunda posición en el Festival de la Canción de Eurovisión 2024 con la canción "Rim Tim Tagi Dim".

## Carrera

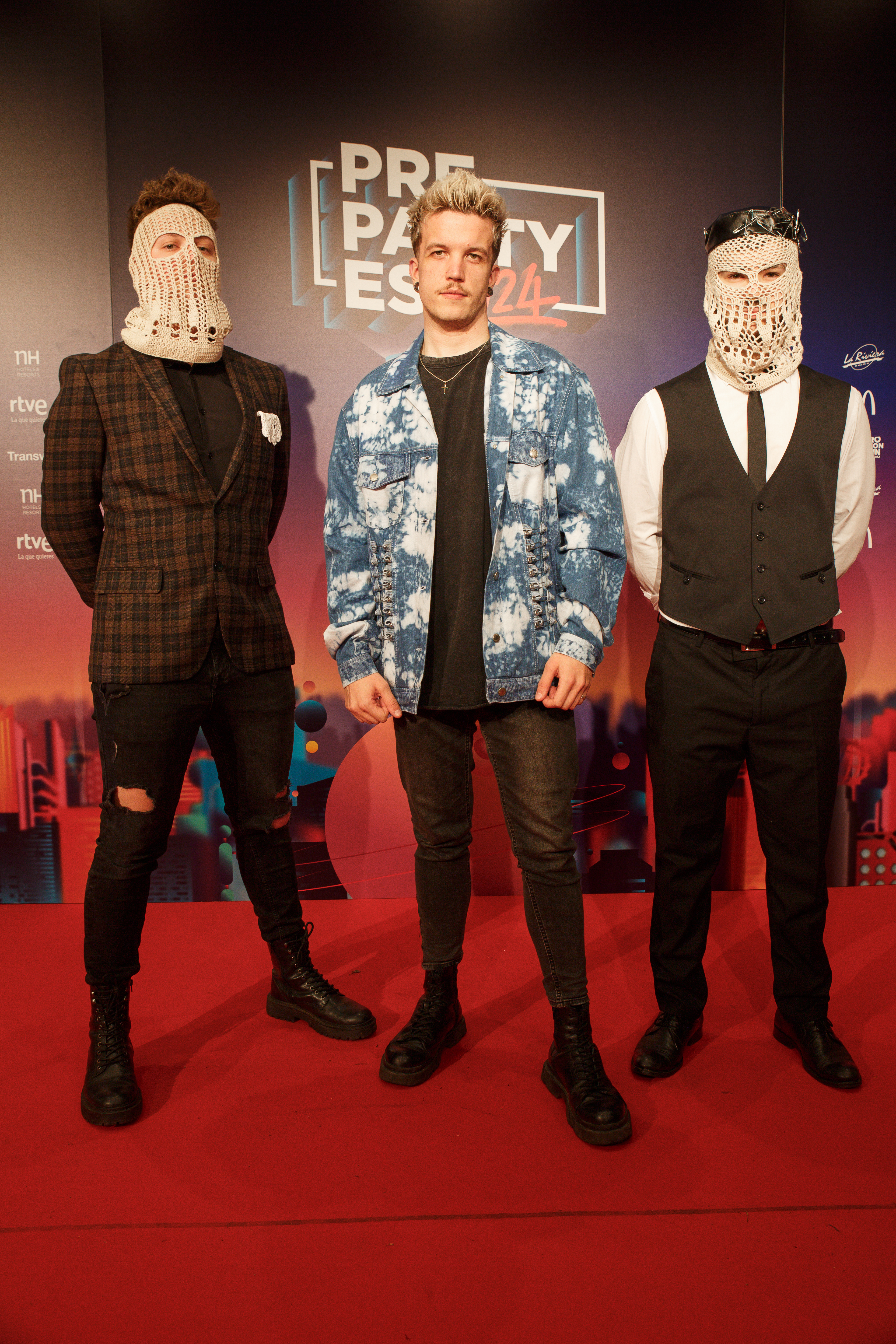
Baby Lasagna, representante de Croacia en el Festival de Eurovision 2024.

De 2011 a 2016 y de 2018 a 2022, Purišić fue guitarrista de Manntra, una banda de rock croata. Siendo aún integrante de la banda, participó en Dora 2019, consiguiendo la cuarta posición con el tema "In the Shadows" con un total de 12 puntos. Después de su paso por el grupo, inició una carrera en solitario en 2023. El 21 de octubre de 2023, Purišić lanzó su sencillo debut "IG Boy" bajo el seudónimo de Baby Lasagna a través de Molly Studios. Dos meses después, en diciembre de 2023, se lanzó su segundo sencillo "Don't Hate Yourself, But Don't Love Yourself Too Much".
Purišić estuvo entre los participantes de Dora 2024, la selección croata para el Festival de Eurovisión 2024, con la canción "Rim Tim Tagi Dim"; donde se clasificó desde su semifinal el 23 de febrero de 2024 y finalmente ganó la final el 25 de febrero. La canción debutó en el puesto 24 en la lista HR Top 40, lo que la convierte en la primera entrada de Purišić en las listas de Croacia. En el Festival de la Canción de Eurovisión, Purišić recibió en total 547 puntos, pero no fueron suficientes para ganar a Nemo, representante de Suiza, que logró la primera plaza con 44 puntos más.

## Otros proyectos
En 2022, Purišić jugó un papel importante en la coescritura de varios temas del duodécimo álbum de estudio de Mono Inc., Ravenblack, contribuyendo al éxito del álbum, ya que alcanzó el puesto número uno en Alemania, siendo el álbum de la banda con mejor posicionamiento en las listas de éxitos hasta la fecha. En particular, muchas de las canciones escritas por Purišić fueron seleccionadas como sencillos, incluidas "Princess of the Night", "Empire", "Heartbeat of the Dead", "Lieb mich" y "At the End of the Rainbow".

## Arte
A Purišić se le ocurrió su nombre artístico en un momento eureka mientras buscaba un mercado en Novigrad para comprar agua y tomar una pastilla para el dolor de cabeza. Su presentación visual fue descrita como "a veces gótica y a veces una reinterpretación emo del famoso muñeco Ken de Mattel" por Bruno Šlat de N1 Hrvatska.

### Influencias
Purišić cita a Rammstein, Electric Callboy y Tonči @ Madre Badessa como sus influencias musicales.

### Estilo musical y composición
Su música ha sido descrita como una mezcla de pop punk, techno, metal y house. El estilo musical de Purišić gira en torno a la narración autobiográfica, profundizando en sus experiencias personales y al mismo tiempo aborda cuestiones sociales más amplias, en particular aquellas que afectan a su tierra natal. Ejemplos dignos de mención incluyen "Rim Tim Tagi Dim", una narración conmovedora que describe el viaje de un joven desde Croacia en busca de un futuro mejor en otro país.

## Discografía

### Álbumes de estudio
| Título                | Detalles                                                                 |
| --------------------- | ------------------------------------------------------------------------ |
| Demons and mosquitoes | - Publicado: por confirmar - Etiqueta: Virgin - Formatos: Por determinar |

### Sencillos
| Título                                                                            | Año  | Posiciones en listas | Posiciones en listas | Álbum                 |
| Título                                                                            | Año  | CRO                  | CRO                  | Álbum                 |
| --------------------------------------------------------------------------------- | ---- | -------------------- | -------------------- | --------------------- |
| "IG Boy"                                                                          | 2023 | —                    | —                    | Demons and Mosquitoes |
| "Don't Hate Yourself, But Don't Love Yourself Too Much"                           | 2023 | —                    | —                    | Demons and Mosquitoes |
| "Rim Tim Tagi Dim"                                                                | 2024 | 4                    | 2                    | Demons and Mosquitoes |
| "—" denota que un sencillo no entró en listas o no fue lanzado en ese territorio. |      |                      |                      |                       |